# Historiographie de l'islam et du Coran
La recherche sur les origines de l'islam et sur celles du Coran sont difficilement séparables et ont connu une histoire longue. L'approche historico-critique et scientifique de ces domaines a été inaugurée au XIXe siècle dans la continuité de l'étude historique et critique de la Bible. Dès 1860, l'un des premiers ouvrages de référence l'Histoire du Coran de Theodor Nöldeke étudie la création de l’islam sous l'angle philologique, historique et critique exactement comme ses contemporains le faisaient pour la Bible.
De nos jours, ces recherches ont progressé grâce à différents chercheurs et instituts de recherche. Plusieurs sciences sont aujourd'hui utilisées conjointement ou non comme la philologie, la méthode historique, l'anthropologie, l'archéologie, l'histoire des religions....

## Historique

### Naissance des études coraniques

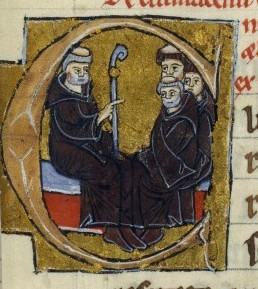
Pierre le Vénérable et ses moines

L’intérêt pour l'islam dans le monde non musulman est ancien et s'accompagne d'un travail de compréhension, de traduction mais aussi de réfutation. Dès 1141, Pierre le Vénérable fait traduire le Coran en latin. Cette traduction, menée par Rodbertus Retenensis, Herman le Dalmate, Pierre de Tolède et Pierre de Poitiers, est contemporaine de traités écrits par Pierre le Vénérable de réfutation de l'islam. De nombreux auteurs du Moyen Âge, dont Thomas d'Aquin et Denys le Chartreux, utilisent cette traduction dans leurs études religieuses. Grâce à l'imprimerie, elle est diffusée en 1543 par le philologue protestant Theodor Bibliander. En 1647, la première traduction française est publiée sous le titre de L'Alcoran de Mahomet par André Du Ryer ; elle est rééditée jusqu'en 1775.

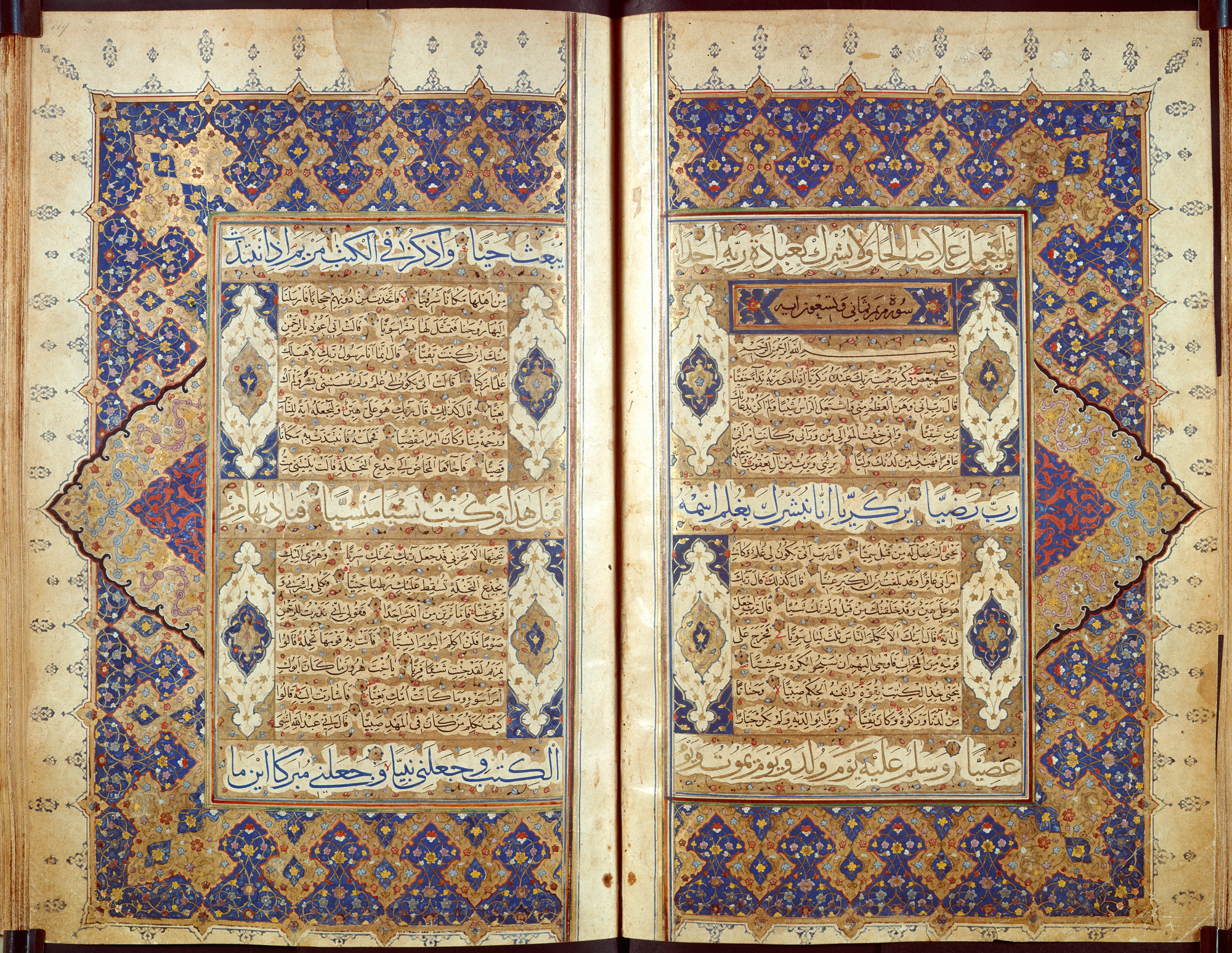
Manuscrit du Coran mongol pour l'empereur Akbar. La première, le milieu et la dernière ligne en muhaqqaq (1573-74)

En France, Guillaume Postel (1510-1581) est sans doute le premier à enseigner l’arabe au Collège royal (collège de France) peu après sa fondation. Entre 1538 et 1542, il y enseigne les langues orientales autres que l’hébreu. Il est l'auteur d'une Grammatica arabica, dans laquelle il insère la première sourate du Coran. Son excentricité le prive toutefois d'une véritable postérité (il est kabbaliste et ses ouvrages seront mis à l'index). Le médecin Étienne Hubert enseigne l'arabe au Collège de France de 1600 à 1613. Le libanais Gabriel Sionite lui succède.
Les études islamiques et arabes prennent un véritable essor à l'université de Leyde aux Provinces Unies à partir de 1593, sous la direction de l'érudit franco-italien et protestant réformé Joseph Scaliger. Même si l'objectif de la réfutation de l'islam restait en toile de fond, la philologie et l'approche scientifique étaient privilégiées. Son successeur Thomas van Erpe, dit Erpenius, nommé professeur en 1613, produisit une grammaire arabe qui fit autorité durant deux siècles, créa une imprimerie en caractères arabes, traduisit le Pentateuque en arabe...

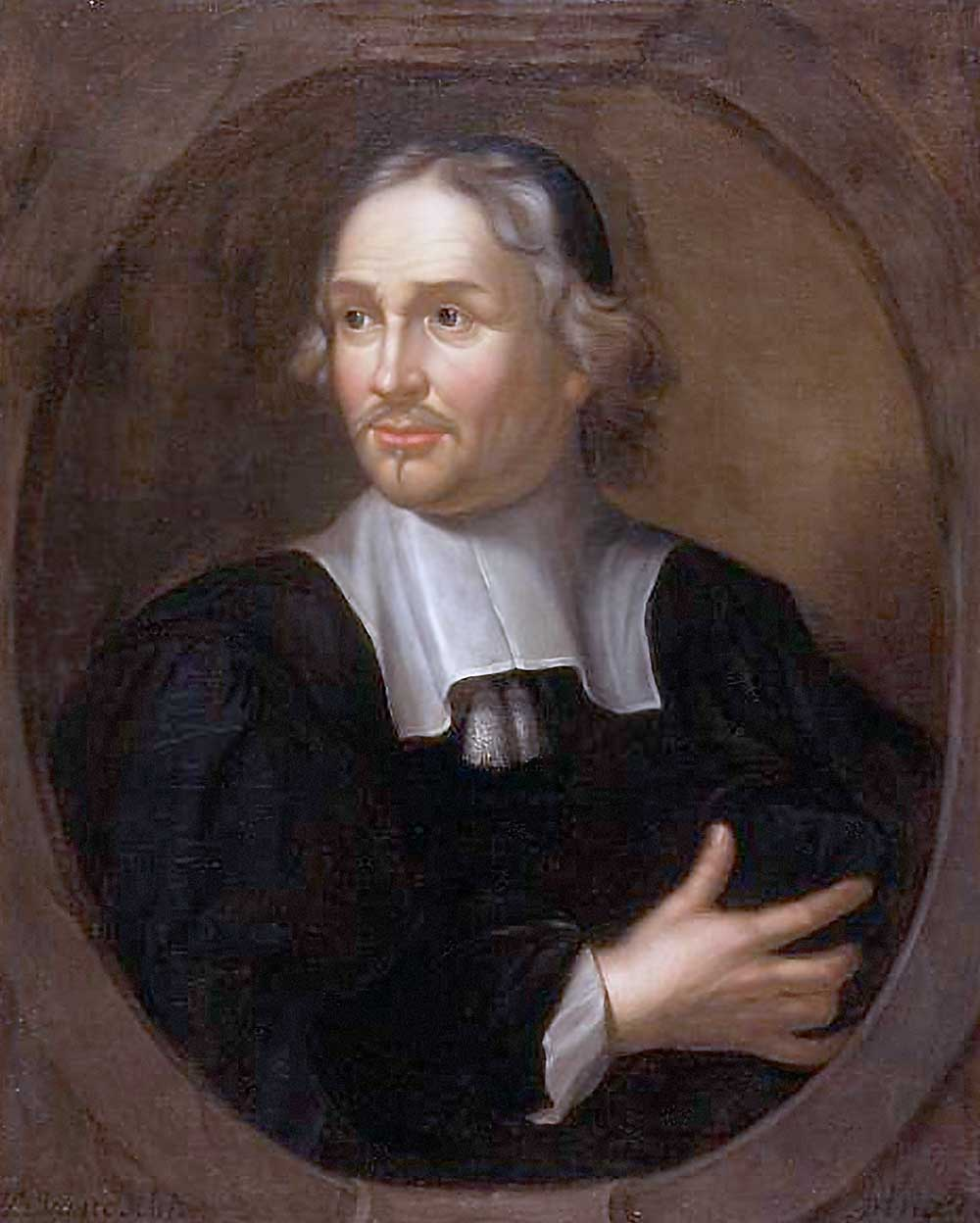
Jacob Golius, mathématicien et orientaliste du siècle d'or néerlandais.

Son œuvre fut poursuivie par Jacob Gool dit Golius, qui produisit de nombreuses éditions de livres arabes et publia un dictionnaire en 1653. Golius, qui était aussi ingénieur, profita des efforts de rapprochement diplomatique entre les puissances protestantes et musulmanes pour voyager longuement au Proche-Orient et au Maghreb. En 1622, alors qu'il accompagnait la délégation des Provinces-Unies au Maroc, il étudia les possibilités de construction d’un port près d’Agadir et il put acquérir plusieurs manuscrits à Marrakech. Il voyagea aussi en Syrie et aux alentours, puis résida à Constantinople. Maitrisant également le persan et le turc, il en revint avec de nombreux manuscrits. Il en déposa plus de 200 à la bibliothèque de l’université de Leyde, en complément de ceux réunis par Scaliger et Ersenius. « En un demi-siècle, ces trois savants protestants réformés avaient fait de Leyde « La Mecque des études arabes », » dotée d'un fonds oriental ancien inégalé.
Par la suite, le philologue zurichois Johann Hottinger complétera ces débuts scientifiques avec ses monumentales Archeologia orientalis (1662) et Historia orientalis. Cette dernière étudie en détail la vie du prophète Mahomet et raccorde les origines de l’islam avec le judaïsme, le christianisme ancien et le paganisme antique.

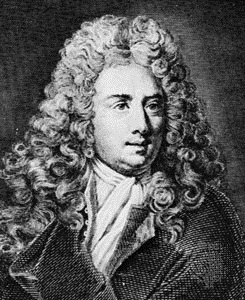
Antoine Galland, orientaliste français.

En France, Antoine Galland, professeur au Collège royal entre 1709 et 1715, traducteur des Mille et Une Nuits, rapporte de Constantinople deux manuscrits du Coran (qui se trouvent aujourd'hui à la Bibliothèque nationale de France). Il réalise une traduction en français de l'intégralité du Coran, mais celle-ci ne trouve pas d'éditeur. Son successeur Étienne Fourmont, occupa la chaire d’arabe jusqu’en 1745. Il reçut de la part d'un diplomate français, le comte de Plélo, les fac-similés de feuillets de deux manuscrits coraniques rapportés d’Égypte au XVIIe siècle par un négociant danois. Fourmont fit une réponse embarrassée car il était en difficulté pour expliquer le manuscrit en écriture koufique, ce qui donnera l'occasion à l’arabisant danois Jacob Georg Christian Adler d'ironiser cruellement sur son compte. Ces échanges, entre 1729 et 1733, permettent néanmoins à Adler de développer une étude sur l'écriture et sur les variantes de ce texte, ce qui constitue une première dans le domaine, « première tentative d'utiliser les manuscrits anciens du Coran pour étudier ce dernier ».
Au début du XIXe siècle, l'intérêt pour les manuscrits s'accrut et l'Académie des Inscriptions et Belles Lettres organisa un concours en 1857 sur l'étude du Coran et de ses manuscrits. Michele Amari, Aloys Sprenger et Theodor Nöldeke furent les trois vainqueurs. Par la suite, les travaux des savants vont s'appuyer sur les éditions imprimées du Coran, d'abord par celle produite par Abraham Hinckelmann (en), puis sur celle de Gustave Leberecht Flügel.

### Approche historico-critique
Une approche scientifique et historico-critique naît en Allemagne dans le milieu des orientalistes. Le début de cette approche est marqué par les deux ouvrages l’Introduction historico-critique au Coran de Gustav Weil(1844) et l'Histoire du Coran de Theodor Nöldeke (1860). Lors de la publication de son étude, Nöldeke n'a pas eu accès aux manuscrits les plus anciens. Il ne comprit alors pas l’intérêt de les étudier et basa ses premières recherches principalement sur la tradition musulmane. Ils sont suivis des ouvrages de Friedrich Schwally (1909-1938), de Gotthelf Bergsträsser et d'Otto Pretzl. Les premières recherches françaises sont celles de Régis Blachère (1900-1973).
Le premier pas franchi par l'islamologie naissante a été de replacer le Coran et l'islam naissant dans le contexte des monothéismes plus anciens. Au XIXe siècle, Abraham Geiger démontre que le Coran possédait des liens avec les monothéismes antérieurs. À la même période, Weil étudie les liens entre le Coran, le judaïsme et le christianisme, vision davantage conforme aux sources anciennes de l'islam qu'une vision du Coran en rupture, vision récente et apologétique. Jusqu'au début du XXe siècle, certaines de ces sources sont teintées d'apologétique chrétienne. Néanmoins, les chercheurs actuels leur reconnaissent une valeur scientifique indéniable.

### AuxXXeetXXIesiècles
L'étape suivante a été la remise en cause des récits et traditions musulmanes. Elle commence par les recherches de Goldziher au XIXe siècle et poursuivies par celle de Lammens au début du XXe siècle puis celle de Schacht (1902-1969). Malgré les apports de ces recherches, tant dans l'inscription du Coran dans son contexte de l'Antiquité tardive que dans la remise en cause des sources musulmanes, ces chercheurs maintenaient que le Coran était un fidèle reflet de l'enseignement de Mahomet. L'un des représentants le plus important de ce courant est Nöldeke, qui a été suivi par plusieurs disciples mais qui, pour son histoire du Coran, a besoin d'accepter certaines sources musulmanes.
Ces recherches ont été suivies d'une remise de l'attribution du Coran ou de certaines parties de celui-ci à Mahomet. Une des premières études allant dans ce sens est celle d'Aloys Sprenger, parue entre 1861 et 1865. Il a été suivi par Caetani, par Margoliouth et Bell. Des recherches récentes comme celles d'Amir-Moezzi sur les sources chiites et leur récits de falsifications anciennes du Coran s'inscrivent dans leur continuité.
Un autre courant, dont Alphonse Mingana est l'un des premiers représentants, est celui qui chercha à étudier les sources textuelles, musulmanes et non musulmanes. Dans cette continuité s'inscrivent les recherches de Jeffery et, plus récemment, celles de Lüling et de Luxenberg. Ce courant est aussi celui de Wansbrough et de ses successeurs Crone et Cook. « Ces livres ont constitué un tournant décisif dans les études sur le Coran et les débuts de l'islam »,. Ces recherches ont permis d'établir quelques éléments et repères. Parmi ceux-ci se trouvent la problématique de la crédibilité des sources islamiques, le besoin d’intégrer les sources non islamiques, le rôle du calife Abd al-Malik dans la mise en place de l'islam, voire du Coran .
Ces recherches ont permis l’accélération des études coraniques à partir des années 1990. Exception faite du Coran des historiens, il n'y a pas encore d'ouvrage de synthèse centré sur le Coran comme texte, souhaitant un retour à la source textuelle, à destination du grand public. À la fin du XXe siècle, la création de corpus de manuscrits et, en particulier, la découverte des manuscrits de Sanaa relancent les études sur le texte coranique.

## Attitudes et approches de chercheurs

### Les attitudes méthodologiques

#### Attitude critique

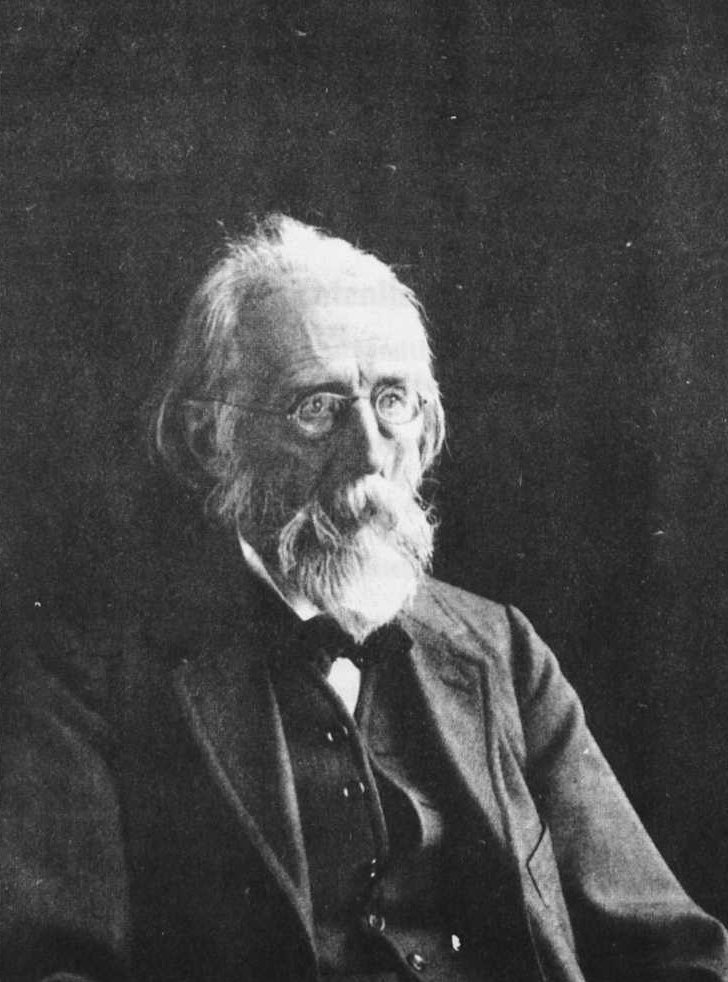
Theodor Nöldeke, orientaliste allemand dont lHistoire du Coran lui vaut en 1859 le prix de l'Académie des inscriptions et belles-lettres en France.

Le principe de cette attitude  est de considérer qu'une source ancienne est tenue pour bonne tant qu'on n'a pas trouvé de raison valide pour la rejeter. L'école philologique a pour origine l'essor de la philologie allemande dans le dernier tiers du XIXe siècle et le tout début du XXe siècle. Elle s'intéresse au texte coranique, à ses sources, à ses langues et à son style.
Cette école est celle de Theodor Nöldeke (1836-1930), Gotthelf Bergsträsser (1886-1933), Friedrich Schwally (1863-1919), Otto Pretzl (1893- 1941), Nabia Abbott (1897-1981), Edmund Beck osb (1902-1991), William Montgomery Watt (1909-2006), Robert L Sergeant, John Burton, Aford T. Welch, Rudi Paret (1901-1983), Gregor Schoeler, Fuat Sezgin (né en 1924).

#### Attitude hypercritique
Le principe de cette école est de considérer qu'une source ancienne n'est tenue pour bonne que si on a trouve des raisons valides, des preuves externes pour l'agréer.Cette école est celle de Leone Caetani (1869-1935), Henri Lammens (1862-1937), Alphonse Mingana (1878-1937), Paul Casanova (1861-1926), Joseph Schacht (1902-1969) et, parmi les contemporains, John Wansbrough.
Cette critique radicale sur les origines de l'islam et la généalogie du Coran commence à la fin du XIXe siècle mais elle sort du cercle des érudits avec la parution en 1977 des travaux de John Wansbrough sous le titre de Quranic studies et The Sectarian Milieu ; sa théorie qu'on nommera plus tard « de l'école déconstructiviste » ou « hypercritique » expose que le Coran est la compilation d'une suite de logia. Cette ligne est, mutatis mutandis, celle suivie par Youssef Seddik, dont l'axe de critique porte :
- sur les hadiths[biblio 4] des recueils de traditionnistes les plus réputés et les plus écoutés (sahih Boukhari et Sahih Muslim, et bien d'autres). Il remarque que les circonstances de la Révélation ou de la compilation se contredisent. Il en conclut à une reconstruction du Coran lors de la compilation d'Uthman, en soulignant la disparition du Coran de Hafça, transcrit sur des feuilles, qui fut brûlé dès la mort de cette épouse de Mahomet ;
- il souligne des emprunts de motifs de récits à des ouvrages en vogue à l'époque comme le Roman d'Alexandre du Pseudo-Callisthène, par exemple dans cette sourate[Note 10] où Moïse, accompagné d'un jeune serviteur revient sur ses pas pour rechercher le poisson prévu pour le déjeuner et qui est ressuscité puis reparti vers l'eau.

### Les approches
Pour expliquer les différentes approches, Kropp compare un texte ancien, en l’occurrence le Coran, à une architecture fabriquée de pierres anciennes réutilisées :

« On peut contempler un tel bâtiment en s’intéressant à l’harmonie finale – la beauté de l’édifice, tel qu’il est à présent, la cohérence de l’ensemble, la fonction et l’utilité des éléments actuels, les intentions des maîtres d’œuvre qui ont présidé à la version finale ; mais l’observateur peut aussi se concentrer sur les éléments constitutifs de l’édifice, et ainsi découvrir l’origine et l’âge des éléments divers qui constituent le bâtiment, ainsi que les changements et les modifications auxquels ils ont été soumis à travers le temps. »

#### Approche diachronique et la méthode historico-critique
Ainsi, l'approche diachronique étudie les différentes pierres séparément pour connaître l’histoire de la fabrication de l’édifice. L'approche diachronique, qui peut aussi être appelée historico-critique, part du présupposé qu'il est composite. Cette méthode est née de la révélation des contradictions propres au Coran et de l’adoption des méthodes de critique.
Une partie de ces recherches interrogèrent les rapports entre le texte coranique et la Sunna, "les abrogations de versets répondai[e]nt utilement aux nécessités conjoncturelles des successeurs de Muḥammad". Dans le texte coranique, "le découpage des versets montra bientôt une multitude de déplacements de versets et de demi-versets au sein des mêmes sourates, signe d’un ample travail d’ordonnancement du texte, probablement après la mort de Muḥammad" et "Le Coran est donc le fruit d’une évolution".

#### Approche synchronique et l'analyse rhétorique
L’approche synchronique étudie l'aspect final d'un textel. L'analyse rhétorique, née dans le domaine biblique, est ainsi une approche synchronique qui part du présupposé que le texte est composé L'étude de la rhétorique sémitique, représentée par Michel Cuypers, qui travaille sur la comparaison entre la structure des textes de la Bible et celle des textes du Coran, est un exemple de telle approche. Il en est de même pour l'étude sur le Coran d'Anne-Sylvie Boisliveau
Cette approche ne nie pas l'autre, un texte pouvant, pour Cuypers, être "composé et composite".. Elle est minoritaire.

## La datation du Coran et ses "écoles"
Puisqu'il n'existe aucun manuscrit autographe de Mahomet, ni de Coran complet avant le IXe siècle, les chercheurs ont du se pencher sur le Coran grâce aux méthodes historico-critiques, sur la philologie, la critique des sources musulmanes.... Plusieurs écoles, caractérisées non plus par des approches mais par une proximité de pensée, existent en islamologie. Selon les auteurs, elles prennent des noms ou des formes différentes. Ainsi, Amir-Moezzi sépare-t-il la recherche en trois ensembles : ceux qui défendent une date reculée (Nöldeke, Schwally, Neuwirth... correspondant à l'école allemande), ceux qui défendent une date tardive (Wansbrough... correspondant à l'école hypercritique). Pour lui, « Entre ces deux courants extrêmes se tiennent les tenants de la proposition médiane, celle d'une approche critique neutre. »  Les termes « critiques » et « hypercritiques » posent néanmoins des difficultés, portant des connotations. Les termes « maximaliste » et « minimalistes » pourraient être préférables.

### «École critique» ou «école Allemande» - Pour une date reculée de rédaction du Coran
Cette école, utilisant l'attitude critique, est partisane d'une « historiographie optimiste » s'appuyant sur les sources musulmanes. Gilliot cite en particulier Angelika Neuwirth et ses recherches sur la composition pré-rédactionnelle du Coran, ce qui présuppose l'existence d'un individu transmetteur.  La trop grande confiance de cette école dans les traditions musulmanes a été fortement critiquée, en particulier sur les questions de chronologie,.
La « paradigme Nöldekien » sur lequel s'appuie cette école est celui d'une simple « laïcisation » des récits musulmans. « Le surnaturel est évacué, mais pour le reste, on ne fait que calquer le « grand récit » de la tradition musulmane (sunnite, car les sources chiites sont totalement marginalisées) », Cela s'inscrit dans la vision ancienne des études historico-critiques qui étaient appliquées au Pentateuque mais pas aux livres prophétiques bibliques. Cette approche a évolué dans le domaine des études bibliques mais a été importée à l'islamologie par Nödelke.
Cette école plutôt « conservatrice » est nommée « école allemande » par Dye et est composée de chercheurs comme Nöldeke, Spitaler, Paret et Neuwirth. L'auteur se fait la remarque que son approche dans les études bibliques est marginale mais qu'elle est encore « modérée » dans les études coraniques. Cette école est absente de certains projets internationaux comme le « Coran des historiens ». Autrefois dominant dans les études islamologiques, le paradigme nöldekien n'est plus qu' « en partie présent ». Les fondements de celui-ci sont aujourd'hui considérés comme faibles. A. Neuwirth n'est néanmoins plus fermée à des modifications lors de la mise à l'écrit du Coran et, bien que fidèle à la position traditionnelle d'une collection othmanienne, elle semble « avoir plus ou moins concédé la possibilité que le texte du Coran est resté en mouvement et n'a pas été standardisé avant le règne d'Abd al-Malik »,.

### «École hypercritique» - Pour une date tardive de rédaction du Coran
Ce courant de pensée, autour de la figure de Wansbrough, critique fortement les récits traditionnels. Pour lui, le Coran date de la fin du VIIIe siècle ou du début du IXe siècle.
Au XIXe siècle, Alois Sprenger propose une datation tardive (VIIIe – IXe siècle) du texte coranique, composé de petits textes plus anciens. Cette thèse fut reprise par Ignaz Goldziher. Cette thèse fut majoritaire dans le monde de la recherche jusqu'au milieu du XXe siècle. Alors que les études coraniques avaient connu un arrêt depuis les années 1930, J. Wansbrough, dans les années 1970, fait partie des auteurs qui relancent les recherches sur les origines du Coran. S'appuyant entre autres sur le fait que le Coran n'est pas à la source du droit musulman jusqu'au IXe siècle, il rejette l'existence d'une vulgate othmanienne et fait du Coran une création d'une communauté musulmane déjà existante. Appartient à cette école le « groupe de Sarrebruck », très critiqué, autour de la personne de Ohlig.
Cette datation de la fin du VIIIe siècle, voire au début du IXe siècle, est jugée trop tardive par la majorité des chercheurs, dont certains ont appelé cette orientation le courant « révisionniste ». Cette datation est aujourd'hui rejetée aussi bien par les opposants à cette méthode que par les successeurs de Wansbrough, Crone et Cook. Pour Amir-Moezzi, « Bien que les arguments de Wansbrough soient souvent convaincants et ses théories pertinentes et évocatrice, sa datation de la version finale du Coran ne semble plus tenable », en particulier, en raison des nouvelles découvertes archéologiques et codicologiques.

### «École très critique» - Une origine ancienne réinterprétée tardivement
Ce courant est représenté par deux chercheurs, Lülling et Luxenberg. Pour eux, le Coran est plus ancien que ce qui est habituellement avancé puisque le Coran primitif serait, au moins partiellement, un recueil de textes pré-islamiques, principalement chrétiens qui auraient subis des modifications a posteriori. « Les thèses de Lüling ont été largement passées sous silence, notamment en Allemagne ». À l'inverse, la thèse de Luxenberg a été largement commentée, en partie critiquée.

### «École sceptique» et la mise en place de réseaux historiographiques
Aujourd'hui, la production de l'histoire ou de l'histoire des textes diffère de celle des temps de Theodor Nöldeke ou d'Alphonse Mingana. Ce courant existe depuis la fin du XIXe siècle et a permis de mettre en lumière le rôle fondamental des omeyyades dans la rédaction finale du Coran et la critique des sources traditionnelles.
La recherche s'accompagne d'une internationalisation des équipes de recherche, aboutissant ainsi à la construction de réseaux internationaux et transdisciplinaires autour de chercheurs fédérateurs. Ainsi, autour de Mohammad Ali Amir-Moezzi, directeur d'études à l'École pratique des hautes études (EPHE), expert du chiisme, se fédère une équipe de chercheurs appartenant aux différentes écoles et approches. Appartiennent à ce réseau :
- Mohammed Arkoun (1928-2010)[Note 11] ;
- Riyad Atlagh, maître de conférence à l’Institut national des langues et civilisations orientales :
- Khashayar Azmoudeh, docteur de l'EPHE, spécialiste de la philosophie islamique ;
- Paul Ballanfat, maître de conférence d'études turques et persanes à l'université Jean Moulin de Lyon ;
- Meier Bar-Asher, professeur à l'université hébraïque de Jérusalem, spécialiste des courants dogmatiques de l'islam médiéval ;
- Mohammed Hocine Benkheira, directeur d'études à l'EPHE, spécialiste du droit musulman :
- Eric Chaumont, chargé de recherche au CNRS, spécialiste du droit musulman ;
- Michel Cuypers, chercheur à l'institut dominicain d'études orientales du Caire
- Lahcen Daaif, chargé de conférence à l'EPHE, chercheur associé au Laboratoire d'étude des monothéismes LEM ;Découpage de l'Arabie romaine au IVe siècle. Selon certaines recherches, l'islam y serait né.

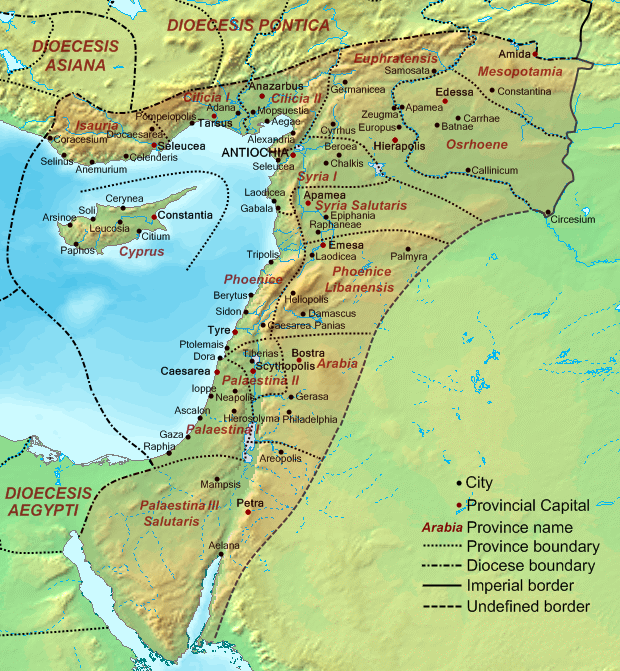
Découpage de l'Arabie romaine au IVe siècle. Selon certaines recherches, l'islam y serait né.

- François Déroche, directeur d'études à l'EPHE, spécialiste de codicologie et d'épigraphie arabe ;
- Daniel de Smedt, directeur  de recherche au CNRS, spécialiste du chiisme ismaélien et de la transmission de la philosophie grecque tardive dans le monde arabo-musulman ;
- Éric Geoffroy, maître de conférence d'études arabes et islamiques de l'université Marc Bloch de Strasbourg, spécialiste de la mystique musulmane ;
- Geneviève Gobillot, professeure de civilisation et histoire des idées arabo musulmanes à l'université Jean Moulin de Lyon ;
- Denis Gril, professeur d'études arabes et islamiques à l'université de Provence ;
- Morgan Guiraud, ingénieur de recherche et responsable de la bibliothèque de la section des sciences religieuses de l'EPHE ;
- Avraham Hakim, professeur associé à l'université de Tel-Aviv, historien de l'islam ancien et de la littérature des traditions  prophétiques ;
- Asma Hilali, docteure de l'EPHE, boursière à l'Université Martin-Luther de Halle-Wittemberg (Allemagne) ;
- Pierre Lory, directeur d'études à l'EPHE, spécialiste de la mystique et des sciences occultes islamiques ;
- Françoise Micheau, professeure d'histoire des pays d'islam à Paris I (Panthéon Sorbonne) ;
- Yves Porter, maître de conférence en art musulman à l'université de Provence ;
- Meryem Sebti, chargée de recherches au CNRS, spécialiste de philosophie islamique ;
- Heidi Toelle, professeure de littérature arabe et islamique à Paris III (Sorbonne Nouvelle) ;
- Marie-Thérèse Urvoy, professeure d'islamologie, d'histoire médiévale et d'arabe classique ;
- Mohyddin Yahia, professeur au Dâr al-hadîth al-Hassaniyya à Rabat ;
- Ida Zilio-Grandi, chercheuse en langue et littérature arabes classiques à l'université de Gênes (Italie).

## Quelques travaux de la filière philologique

### Lecture syro-araméenne du Coran

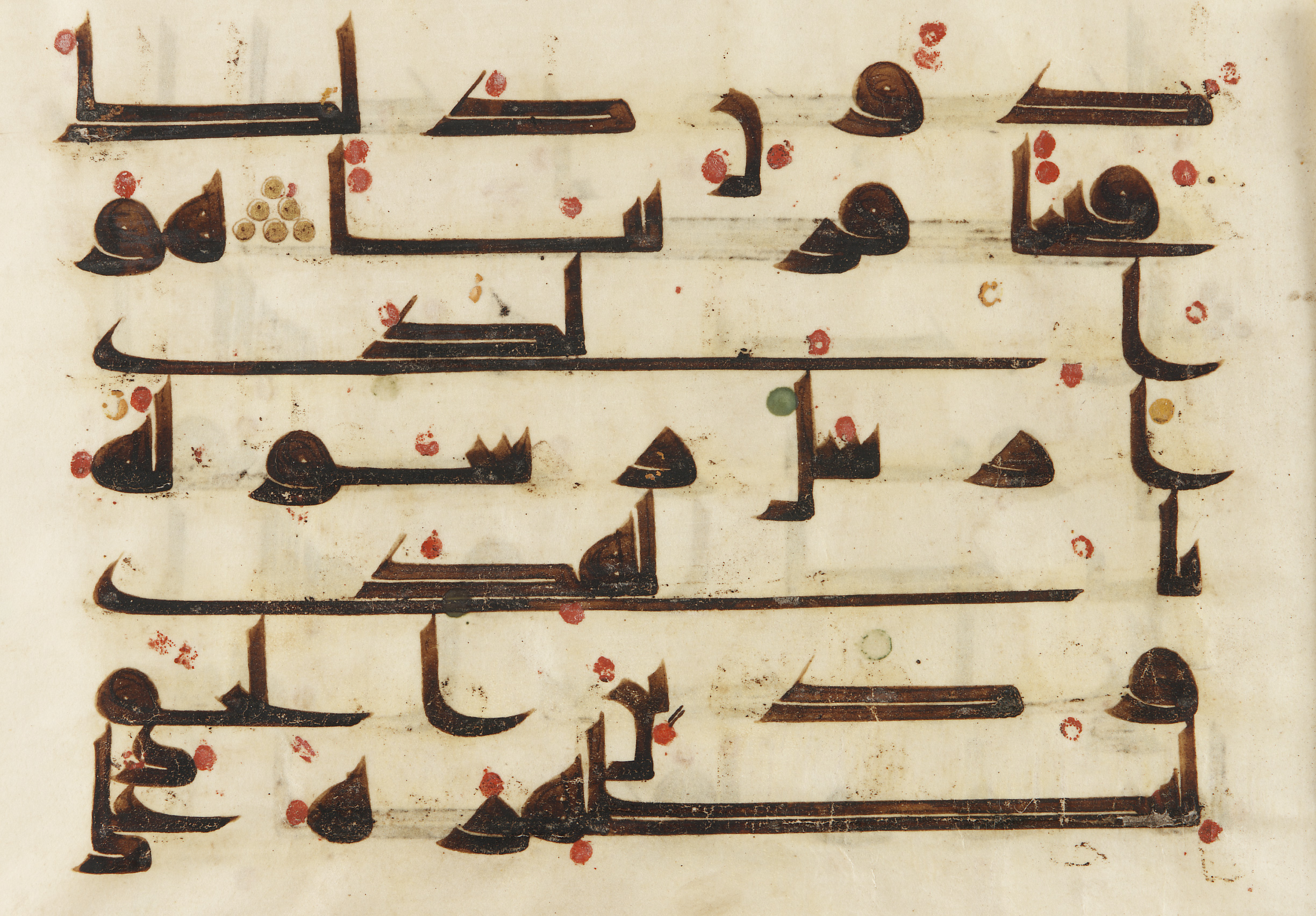
Une page du Coran, dynastie abbaside (-), Afrique du nord ou Moyen-Orient. Sourate 9 (Amnistie), verset 33.

La théorie de l'origine judéo-nazaréenne semble renforcée par des travaux de spécialistes linguistes, islamologues ou théologiens dont les conclusions convergent en ce sens. C'est le cas de Christoph Luxenberg publiant en 2000 sous ce pseudonyme sa thèse Lecture syro-araméenne du Coran qui fait aujourd'hui encore autorité dans le domaine malgré quelques critiques dont toutes ne sont pas confessionnelles.

### Hypothèse duUr-Koran
C'est un modèle d'analyse selon lequel un document primitif est remanié à partir de sources diverses. Le chercheur tente d'identifier les diverses couches de rédaction et l'ordre de leur succession. Ce modèle a déjà été utilisé puis critiqué dans le cadre de la recherche bibliste. On lui connaît principalement un représentant, Günter Lüling, tandis que les travaux de l'archéologue épigraphiste Frédéric Imbert pourraient, très indirectement appuyer cette hypothèse[pas clair] .
Günter Lüling centre sa thèse sur l'interprétation de quelques sourates comme anciens hymnes chrétiens d'origine arienne en 1970. Selon Lüling, Mahomet était un chrétien qui rompt avec son groupe quand le christianisme devient trinitaire.
Dans son hypothèse, Lüling, envisage la possibilité d'un substrat composé d'hymnes chrétiens collectés et retravaillés par le rédacteur arabe. Le chercheur distingue quatre couches de rédaction successives :
- a) Couche 1 : strophes hymnales avec des contenus en syriaque, composé par la communauté chrétienne de La Mecque
- b) Couche 2 : collecte par le prophète Mahomet et adaptation pour des raisons dues à la phonétique de l'arabe, syntaxiques et stylistiques
- c) Couche 3 : passages composés exclusivement par Mahomet
- d) couche 4 : passages altérés par les derniers compilateurs du Coran, postérieurs à Mahomet.

Cette théorie trouve sa critique, en particulier chez Anton Spitaler qui conteste les travaux de Günter Lüling. Il obtient son exclusion de l’université, peut-être plus à partir d'une cabale qu'à partir de la critique de ses travaux. À la suite d'un procès, Günter Lülling est réintégré. Ses études à base de « couches rédactionnelles » sont de plus en plus contestées dans la recherche coranique comme dans la recherche biblique.

### Gerd-Rüdiger Puin, Manfred Kropp
Grâce à l'affinement des études et des réflexions, l'école philologique élabore diverses théories avec des chercheurs comme Gerd-Rüdiger Puin, Manfred Kropp, qui travaillent sur les sources bibliques du Coran (Ancien et Nouveau Testament). En particulier, Manfred Kropp adjoint à son champ d'études l'épigraphie nabatéenne, araméenne, guèze et arabe ; ceci le conduit à évoquer la possibilité d'insertion dans le Coran de textes issus d'une bible éthiopienne, l'existence d'un proto-Coran comme le suggère l'étude des inscriptions gravées à l'intérieur de la coupole de la mosquée d'Omar. Il comprend que ce texte, qui diverge d'avec la version de la vulgate uthmanienne sur des points sémantiques et grammaticaux, provient d'un texte suffisamment officiel pour avoir été gravé dans la coupole.[réf. incomplète]

### Période de proclamation

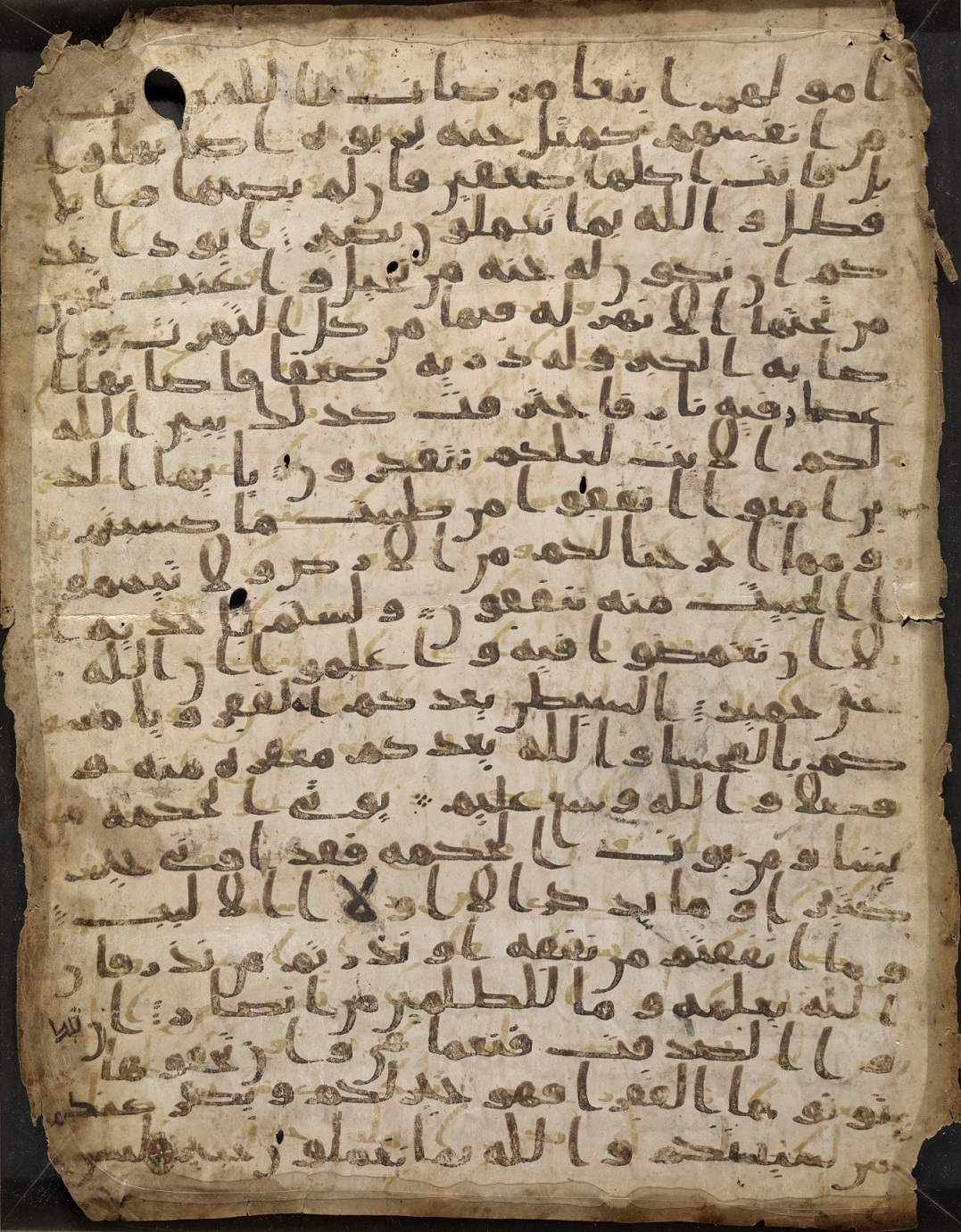
Feuillet des Manuscrits de Sanaa. Le texte réécrit par-dessus est les versets 2:265 à 271 du Coran.

D'après certains chercheurs, ce classement chronologique des sourates est problématique dans la mesure où il s’appuie sur des récits traditionnels discutés en ce qui concerne la datation de plusieurs sourates,. Cependant, « l’idée de la chronologie du Coran est aujourd’hui toujours dominante ».
Jusqu’à récemment, un « relatif consensus des spécialistes » admettait une élaboration du Coran « jusqu'à plus d'un demi-siècle après la mort du Prophète en 632 », ce qui remettrait en question la chronologie de la révélation de même que son contenu qui ne remonterait pas, du moins pas dans sa totalité, à la fin de vie de Mahomet. Selon Cuypers et Gobillot, « la méthode historico-critique, en proposant l'hypothèse d'un prolongement de l'élaboration du Coran à l'époque omeyyade » ne bouleverse pas vraiment les données traditionnelles dans la mesure où, selon la version officielle de cette même tradition, la « collecte » du Coran en un véritable mushaf (composition écrite entre deux couvertures) « aurait été réalisée [...] au temps des califes, d'Abû Bakr à 'Uthmân, entre 632 et 656, donc après la mort de Muhammad. ». Depuis, un « nouveau consensus a émergé parmi les chercheurs travaillant sur les origines de l’islam » et donne une date du milieu du VIIe siècle (vers 650) pour la composition du texte coranique de base (le rasm).
Certains Manuscrits de Sanaa montrent des variations dans l'ordonnancement de certaines sourates. Pour M.-A. Amir-Moezzi, « En sus de quelques variantes orthographiques et lexicographiques mineures, 22 % des 926 groupes de fragments étudiés présentent un ordre de succession de sourates complètement différent de l'ordre connu ». Asma Hilali, auteur d’un ouvrage sur le palimpseste de Sanaa The Sanaa Palimpsest défend l’hypothèse selon laquelle ce manuscrits n’est pas un codex (Mushaf) réduit aujourd’hui à l’état de fragments mais plutôt un type d’aide-mémoire, peut-être employé dans un milieu d’enseignement.

## Exégèse historico-critique et diffusion auprès du public
Les recherches consacrées à l'histoire du Coran, mettant en péril la perception musulmane du Coran infaillible et parfait, n'est pour l'instant connue que d'un cercle restreint de spécialistes,,.La question des origines de l'islam — et conséquemment l'exégèse historico-critique du Coran — a néanmoins connu une certaine diffusion grâce à trois événements :
Le premier est l'affaire du Coran de Sana'a, dans laquelle le gouvernement yéménite retire au Dr Gerd Puin l'autorisation d'étudier un manuscrit trouvé en 1972 dans les combles de la mosquée de Sana'a. Ce document en écriture hijazi présente la particularité de montrer un texte antérieur à la compilation d'Uthman avec un ordre de versets différents et quelques modifications mineures dans le texte.
Le second est l'affaire Anton Spitaler, connu pour avoir conservé clandestinement pendant des décennies, 450 pellicules de microfilms d'exemplaires primitifs du Coran, réalisés par Gotthelf Bergsträsser et qu'on croyait avoir été détruites lors du bombardement de Munich, le 24 avril 1944. Il les remettra à l'islamologue Angelika Neuwirth dans les années 1990. La conséquence en fut un retard considérable dans le projet d'édition critique du Coran satisfaisant aux exigences de la philologie, projet désormais commencé et appelé Corpus Coranicum.
Le dernier est la publication de l'ouvrage de Christoph Luxenberg : Die Syro-Aramäische Lesart des Koran: Ein Beitrag zur Entschlüsselung der Koransprache (2004, Verlag Hans Schiler). Sa thèse fait un sort au mythe de l'« arabe inimitable » ou de l'« arabe clair » du Coran. En effet, même des traditionnistes reconnus comme Tâbari reconnaissent les difficultés que présentent certains énoncés du Coran. Pour chaque énoncé qui n'aurait pas trouvé de clarification adéquate dans les recueils des traditionnistes de l'exégèse canonique, il tente de considérer ce texte non comme un énoncé en langue arabe, mais comme un énoncé en syro-araméen, une langue proche du syriaque ; toutes ses interventions clarifient le problème et donnent des solutions aux questions restées ouvertes chez les traditionnistes. Cet ouvrage redonne de l'actualité aux travaux d'Alphonse Mingana qui voyait les sources du Coran dans les écrits syriaques d'une secte antitrinitaire comme il en existait des quantités au temps et après la dogmatisation du christianisme, mais il est fortement critiqué par François de Blois qui le décrit, d'un point de vue confessionnel, comme « non pas une œuvre d'érudition mais de dilettantisme ».
Pour autant, selon Olivier Hanne, « La recherche scientifique est allée bien au-delà de la simple critique de forme, jusqu’à contester la nature même du Coran, sa formation et son auteur. Le grand public, pourtant facilement touché par des polémiques aisées sur la violence de l’islam ou la place des femmes, ignore tout de cette relecture radicale ».

## Critique de l'historiographie et de la recherche contemporaine

### Critique confessionnelle et refus de la recherche

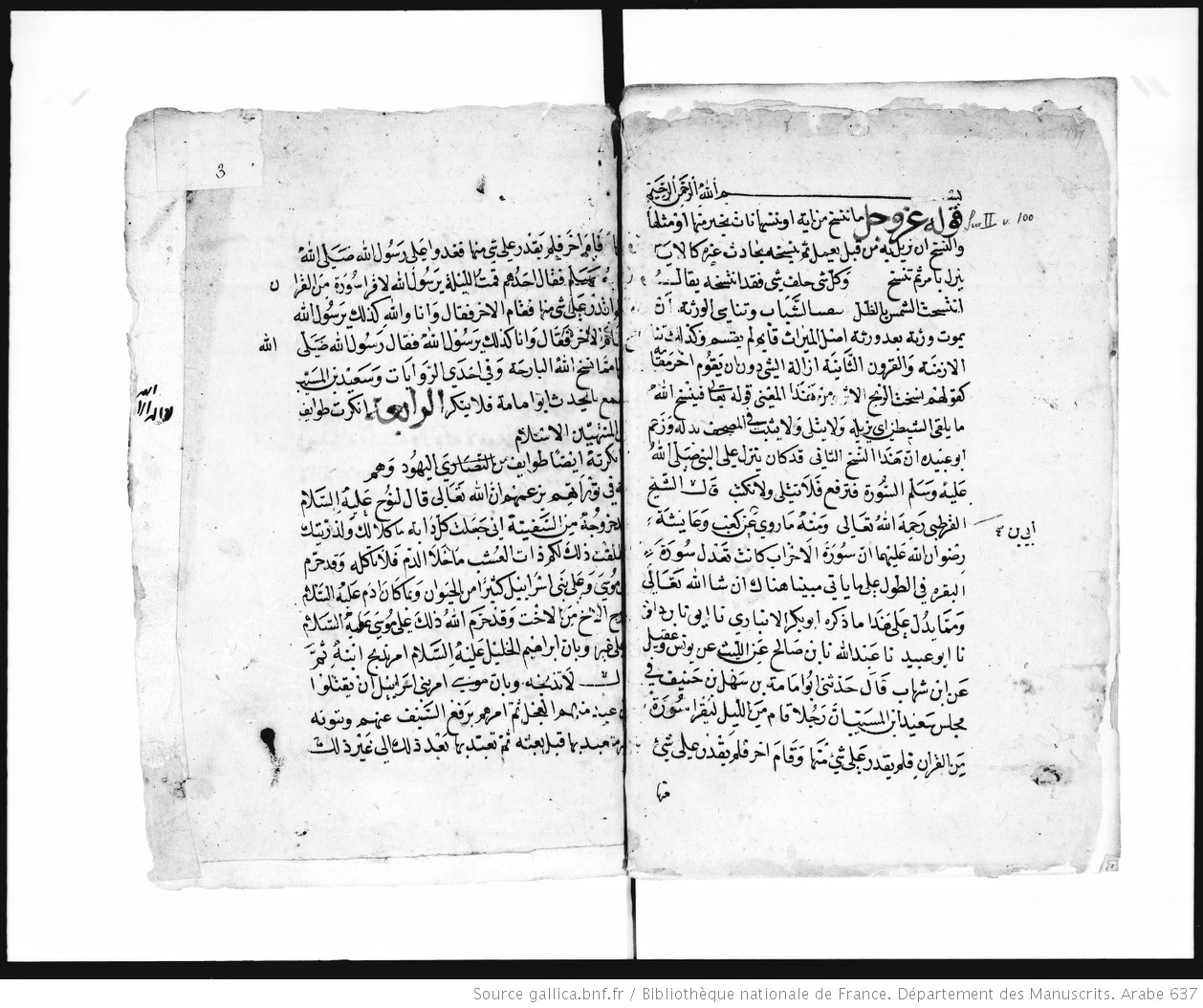
Extrait du Tafsir al-Qurtubi, œuvre d'exégèse du Coran (tafsir) par le malikite Al-Qurtubi

L'enseignement musulman passe, pour l'instant, sous silence certaines des découvertes, comme l'occurrence des mots empruntés. D'autres cherchent à créer une opposition entre une histoire soi-disant contrefaite et l'histoire musulmane, forcément vraie. « Beaucoup d'entre eux opposent à ces recherches en raisonnant par reconstruction », tentant de justifier la conclusion préétablie. Mais, pour Jan van Reeth, « On ne peut continuer indéfiniment à prétendre que tous les spécialistes du Coran, qui n'ont que des intentions scientifiques sincères, font partie d'un gigantesque complot mondial, avec comme unique objectif de ridiculiser l'Islam ». Ces recherches historiques sont refusées par un certain nombre de musulmans et se fait avec des risques pour « ceux qui contestent la vulgate musulmane défendue scrupuleusement par les groupes extrémistes ». Pour ces derniers, toute critique est hyper-critique.
L'exégèse musulmane (tafsir) n'a pas fait le pas de passer du mythe à la « démythologisation », les méthodes historiques ayant été perçu comme une « agression culturelle ». La première vague de critiques des méthodes scientifiques apparaît lors de la publication des recherches de Taha Hussein sur la poésie pré-islamique, en 1926. Pour avoir exprimé une idée nouvelle, pour avoir considéré le Coran comme un témoignage historique, pour avoir considéré que l'arabe était une langue ordinaire et pour avoir montré que le corpus de la poésie pré-islamique était composé de faux créés dans les premiers siècles de l'islam, il est jugé et perd sa chaire universitaire. Si au début du XXe siècle, un certain nombre d'auteurs ont recours aux méthodes historico-critiques, les condamnations ont commencé dans les années 1920 et se sont multipliées dans les années 1950. À Beyrouth, une traduction de l'Histoire du Coran  de Nödelke est encore bannie par une fatwa en 2004.

L'explication de ce type de contestation, qui repose sur l'idée que « le mécréant ne connaît rien de l'islam », est donnée par Mohammed Ali Amir Moezzi dans sa préface au Dictionnaire du Coran. Il s'exprime ainsi :

« l'activisme de certains groupes, depuis les deux ou trois dernières décennies environ, a semble-t-il créé l'illusion que la vie du croyant musulman, du matin au soir, est entièrement régie par le Coran, sa lecture, sa méditation, sa mise en application rigoureuse. La réalité est beaucoup plus relative. Le rapport du fidèle ordinaire avec le livre relève beaucoup plus du sentiment, de la dévotion, que du savoir. Rappelons quelques évidences. Seuls près de 15 % de fidèles de Mahomet sont arabes. Les plus grands pays musulmans sont le Nigéria et l'Indonésie ; les trois pays du sous-continent indien, Inde, Pakistan et Bangladesh, abritent près de la moitié de la population musulmane mondiale. Or, aucun des pays qui viennent d'être mentionnés ne connaissent la langue et la culture arabes. Il en est de même d'autres terres de l'Afrique noire, de l'Iran, des Balkans et du Caucase, de l'Asie Centrale ou encore de la Chine. Par ailleurs, l'immense majorité des fidèles est illettrée et la petite minorité qui peut lire l'arabe classique ne comprend pas forcément l'arabe coranique. Ce qui fait qu'un nombre infime, sans doute moins de 5 % des musulmans, peut avoir une intelligence plus ou moins grande du Coran. »

Pour ce chercheur, ce ne sont pas les chercheurs et les érudits qui ne connaissent pas la langue arabe mais les activistes qui ne maîtrisent pas les évolutions de cette langue.
Certains intellectuels du monde arabe acceptent néanmoins ces méthodes. Ainsi, Mohammed Arkoun a essayé dans ses travaux de relier Foi et Raison. Il a tenté de fonder une  « islamologie nouvelle » qui passe par une appropriation des outils critiques de l'exégèse. Cela implique, dans le monde arabo-musulman, des conditions, « rarement réunies aujourd'hui, comme la liberté de pensée ou la séparation de la religion et de l'État. Essayant de tenir un équilibre, il reste « plus proche de l'islamologie occidentale que de l'islamisme militant. », acceptant les recherches de Nodelke, Massignon...

### Critique experte

#### Une  "islamophobie savante"?

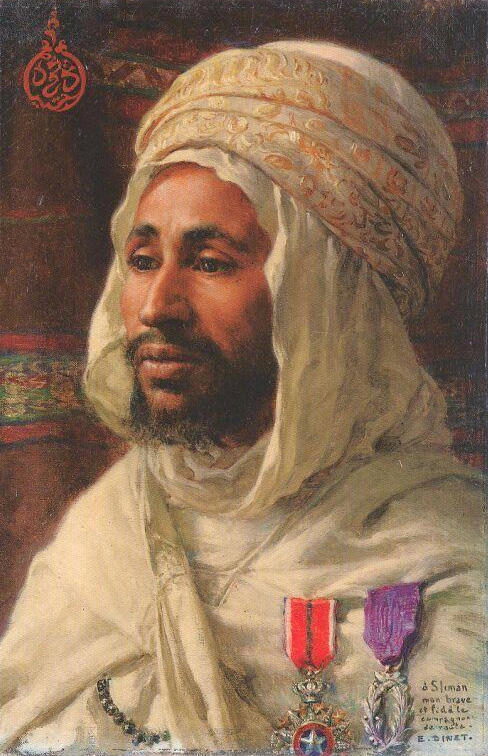
Portrait de Sliman ben Ibrahim décoré du Nichan el Anouar et des Palmes académiques, par Étienne Dinet (1910)

Selon Étienne Dinet et Sliman ben Ibrahim, certains chercheurs, en 1930, « n’étudient la langue arabe et la religion musulmane que dans le but de les salir et de les dénigrer ». Critiquant cette approche et un « chantage à l’islamophobie », Georges C. Anawati déplore que le chercheur soit « obligé, sous peine d’être accusé d’islamophobie, d’admirer le Coran en totalité et de se garder de sous-entendre la moindre critique sur la valeur du texte »,.

#### Réfutation de l'apologétique chrétienne
Selon l'écrivain et psychanalyste Michel Orcel, dans son pamphlet polémique De la dignité de l'islam (2011), une partie de la recherche philologique, exégétique, historique et critique sur l'islam et les origines du Coran produirait une « islamophobie savante » liée à l'Église catholique, voire à l'extrême droite catholique. Cette tendance produit, selon lui, une histoire des origines de l'islam relevant de l'apologétique qui s’attache à jeter un discrédit scientifique sur le plan linguistique ou celui de la constitution du corpus coranique ainsi qu'un discrédit moral en s’en prenant à la figure de Mahomet.
Michel Orcel, tout en rappelant les origines allemandes de l'islamologie, s'en prend surtout à un groupe restreint de chercheurs francophone :  Marie-Thérèse Urvoy, Dominique Urvoy, Alfred-Louis de Prémare, Claude Gilliot, Édouard-Marie Gallez, Anne-Marie Delcambre et Rémi Brague, auxquels s'ajoutent notamment Christoph Luxenberg mais aussi John Wansbrough et Patricia Crone, deux chercheurs à la pointe du courant « révisionnistes » qui soutiennent une fixation tardive du Coran.

#### Affaire Sylvain Gouguenheim

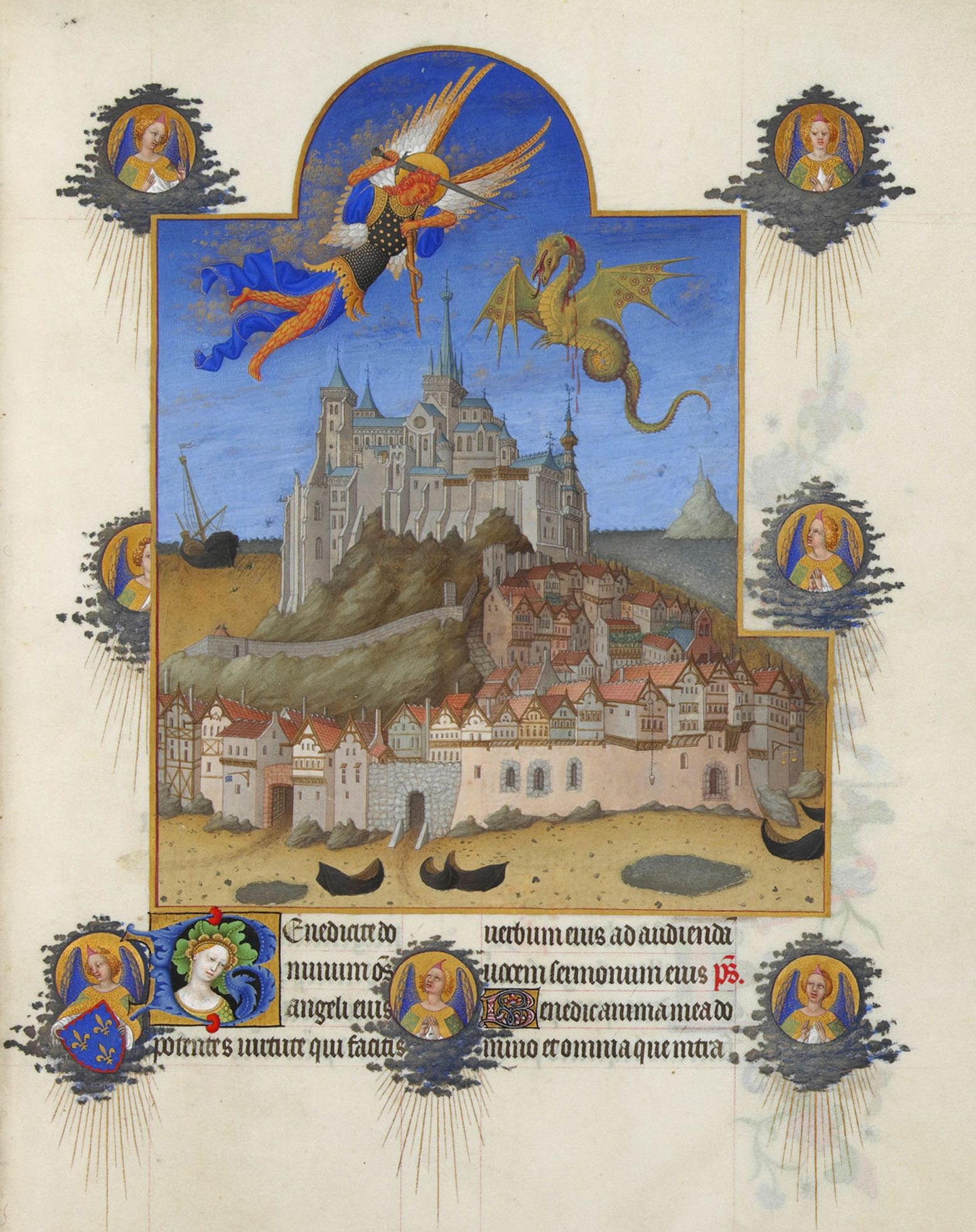
La couverture de l'essai de Gougenheim est illustrée par le folio 195 des Très Riches Heures du duc de Berry.

Aristote au mont Saint-Michel : Les racines grecques de l'Europe chrétienne est un ouvrage de l'historien Sylvain Gouguenheim dans lequel la transmission de l'héritage culturel grec antique à travers les auteurs musulmans est réinterrogée. Selon lui, cet héritage a été transmis par les monastères occidentaux. Cet ouvrage est discuté dans les milieux scientifiques mais aussi dans la presse généraliste.
L'ouvrage Les Grecs, les Arabes et nous : Enquête sur l'islamophobie savante (dirigé entre autres par Alain de Libera et Marwan Rashed) a été écrit pour répondre aux arguments de Gouguenheim. Les auteurs intègrent Gouguenheim à une "islamophobie savante". Pourtant, selon d'autres chercheurs comme Serafín Fanjul, considèrent ce livre comme « excellent, bien structuré, magnifiquement documenté, et c'est ça qui fait mal. Comme il est difficile de le contredire avec des arguments historiques, on a recours à l'attaque personnelle »